# Fritz Perls
Friedrich Salomon Perls, även Frederick S. Perls, mest känd som Fritz Perls, född 8 juli 1893 i Berlin, död 14 mars 1970 i Chicago, var en tysk-amerikansk psykiater, psykoanalytiker och gestaltterapeut, verksam i Tyskland, Sydafrika och USA. Tillsammans med Laura Perls och Paul Goodman utvecklade han den särskilda psykoterapiformen gestaltterapi som brukar inordnas i vad som kallas humanistisk psykologi.

## Publikationer som Frederick S. Perls
- Ego, Hunger and Aggression (1942)
- Gestalt Therapy: Excitement and Growth in the Human Personality, tillsammans med R. Hefferline och P. Goodman (1951) 
  - Gestaltterapi, översättning Sten Sternberg (Stockholm: KF:s bokförlag, 1958)
- Gestalt Therapy Verbatim (1969)  
  - Gestaltterapi ord för ord, översättning Eva Rudebeck, fackgranskning Bertil Sundin (Stockholm : Wahlström & Widstrand, 1974)
- In and Out the Garbage Pail, självbiografiska skisser (Toronto: Bantam books (1969)
- The Gestalt Approach and Eye Witness to Therapy (1973) 
  - Det gestaltterapeutiska arbetssättet / Ögonvittne till psykoterapi, översättning Paul Frisch, fackgranskning Bertil Sundin (Stockholm : Wahlström & Widstrand, 1975)